# توبیاس لاوال
توبیاس لاوال (انگلیسی: Tobias Lawal؛ زادهٔ ۷ ژوئن ۲۰۰۰) بازیکن فوتبال اهل اتریش است.
وی همچنین در تیم‌های ملی فوتبال زیر ۱۹ و ۲۰ سال اتریش بازی کرده‌است.